# Glebionis
Glebionis es un género de plantas pertenecientes a la familia Asteraceae. Comprende 6 especies descritas y solo 2 aceptadas.

## Taxonomía
El género fue descrito por Alexandre Henri Gabriel de Cassini y publicado en Dictionnaire des Sciences Naturelles [segunda edición] 41: 41–43, en 1826.

#### Etimología
Glebionis: nombre genérico que deriva de la combinación de los vocablos latinos glaeba, -ēba; "gleba o terrón (de tierra cultivada)", y el sufijo -iōnis (genitivo de -io); "posesión o relación". También podría derivar de la corrupción de glēbo y el sufijo antes mencionado, ambos en referencia a la tierra de cultivo removida que resultaba óptima para el cultivo de las especies del género, e igualmente adecuada para otras del género Chrysanthemum.

## Especies aceptadas
A continuación se brinda un listado de las especies del género Glebionis aceptadas actualmente, ordenadas alfabéticamente. Para cada una se indica el nombre binomial seguido del autor, abreviado según las convenciones y usos:
- Glebionis coronaria (L.) Cass. ex Spach, 1841
- Glebionis segetum (L.) Fourr., 1869